# Processo spinoso
Il processo spinoso o processo spinato di una vertebra è diretto indietro e in basso a partire dalla giunzione delle due lamine (nell'essere umano) e serve da attacco per i muscoli e i legamenti.
Negli animali privi di stazione eretta, i processi spinosi puntano verso l'alto e possono inclinarsi in avanti o indietro. I processi spinosi sono esagerati in alcuni animali, come negli estinti Dimetrodonte e Spinosauro, nei quali essi formavano una specie di pinna posteriore.

## Galleria d'immagini

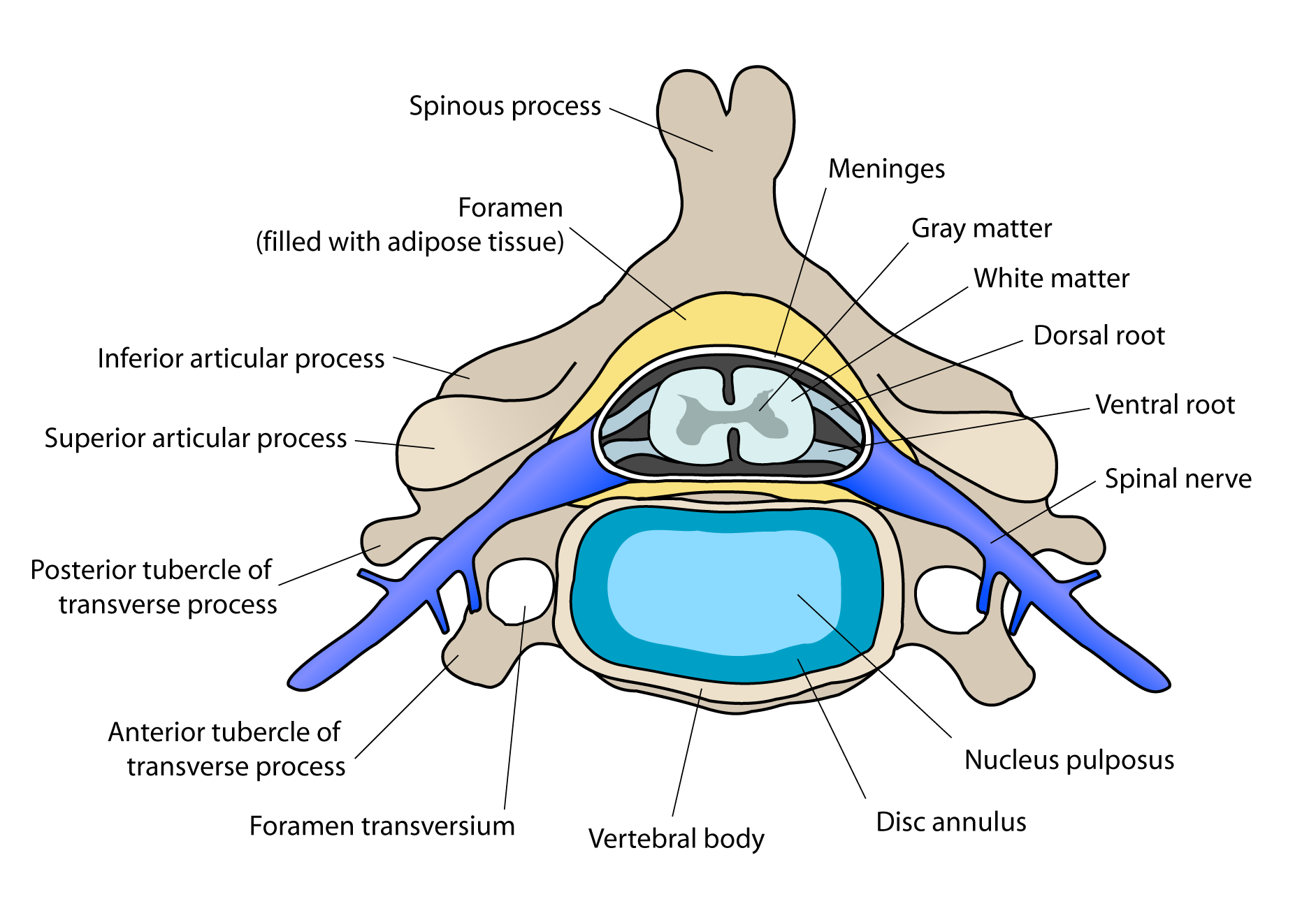
Vertebra cervicale.
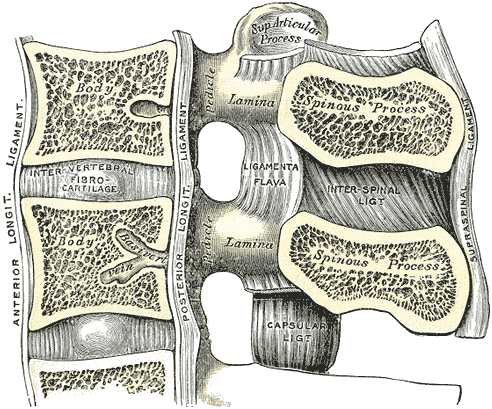
Sezione sagittale mediana di due vertebre lombari e dei loro legamenti.
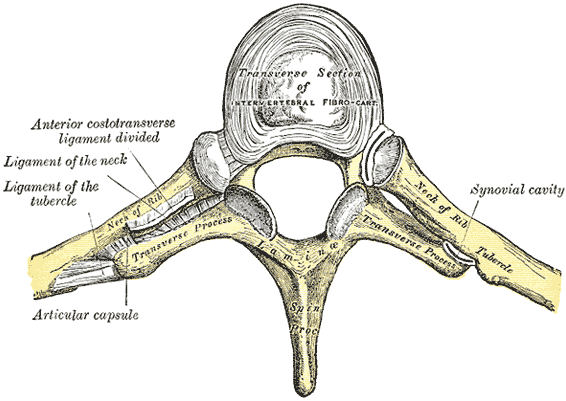
Articolazione costotrasversa vista dall'alto.